# The Garden (film 2006)
The Garden è un film del 2006 diretto da Don Michael Paul, con Lance Henriksen.